# Proszynellus
Genre
Proszynellus est un genre d'araignées aranéomorphes de la famille des Salticidae.

## Distribution
Les espèces de ce genre sont endémiques d'Australie-Occidentale.

## Liste des espèces
Selon World Spider Catalog (version 18.0, 08/05/2017) :
- Proszynellus nasalis Patoleta & Żabka, 2015
- Proszynellus occidentalis Patoleta & Żabka, 2015
- Proszynellus wandae Patoleta & Żabka, 2015

## Étymologie
Ce genre est nommé en l'honneur de Jerzy Prószyński.

## Publication originale
- Patoleta & Żabka, 2015 : Proszynellus - a new jumping spider genus from Australia (Araneae: Salticidae). Zootaxa, no 3926(2), p. 257-267.